# Trygve Bøyesen
Trygve Carlsen Bøyesen (Skien, 1886. február 15. – Skien, 1963. július 27.) olimpiai ezüst- és bronzérmes norvég tornász.
Az 1908. évi nyári olimpiai játékokon tornában összetett csapatversenyben ezüstérmes lett.
Az 1912. évi nyári olimpiai játékokon tornában svéd rendszerű összetett csapatversenyben bronzérmes.
Ez első világháború után az 1920. évi nyári olimpiai játékokon versenyzett utoljára. Ekkor is tornában indult szabadon választott gyakorlatokkal, csapat összetettben ezüstérmes lett.
Klubcsapata az Odd Grenland volt.